# Richard Durrett
Richard Timothy Durrett, auch Rick Durrett, (* 17. August 1951 in Anniston, Alabama) ist ein US-amerikanischer Mathematiker, der sich mit Stochastik befasst.
Durrett wurde 1976 an der Stanford University bei Donald Iglehart promoviert (Conditioned Limit Theorems for Some Null Recurrenent Markov Processes). Er war Professor an der University of California, Los Angeles (UCLA) und später an der Cornell University sowie der Duke University. 1981 wurde er Forschungsstipendiat der Alfred P. Sloan Foundation (Sloan Research Fellow).
Er befasst sich unter anderem mit Anwendungen der Stochastik in der Biologie, zunächst mit Simon Levin Ende der 1980er Jahre im Bereich der Biologie, dann auch in Molekularbiologie (evolutionäre Dynamik von DNA-Sequenzen mit Chip Aquadro u. a.), und außerdem mit Zufallsgraphen und Netzwerken.
Er war Invited Speaker auf dem Internationalen Mathematikerkongress 1990 in Kyoto (Stochastic models of growth and competition). 2002 wurde er in die American Academy of Arts and Sciences gewählt, 2007 in die National Academy of Sciences. Er ist Fellow der American Mathematical Society und der American Association for the Advancement of Science.

## Schriften
- Brownian Motion and Martingales in Analysis, Brooks/Cole 1984
- Lecture Notes on Particle Systems and Percolation, Brooks/Cole 1988
- Probability: Theory and Examples, Cambridge University Press 2010
- Random Graph Dynamics, Cambridge University Press 2010
- Elementary Probability for Applications, Cambridge University Press 2009
- Probability models for DNA sequence evolution, 2. Auflage, Springer Verlag 2008
- The Essentials of Probability, Duxberry Press 1994
- Essentials of Stochastic Processes, Springer Verlag, 2001, 2. Auflage 2012
- Stochastic Calculus: a practical introduction, CRC Press 1996
- Mutual Invadability Implies Coexistence in Spatial Models, Memoirs AMS 2002